# أسلوب نداء
أسلوب النداء هو تركيب نحوي يتكون مــن ركنين أساسييـن، هما: (أداة النداء، والمنادى) مثل:
```

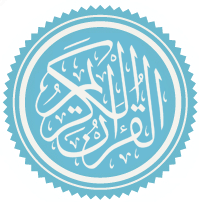
قارئ القرآن

(يا طارق ، أي غلام...). وأدوات النداء. ولم يقع نداء في القرآن إلا بأداة النداء (يا). 
[
1
]
[
2
]
```

أما أدوات النداء فهي:
- (يا): للنداء (البعيد والقريب).
- (أيَا/هَيَا): للنداء (البعيد).
- (أي): للنداء (القريب).
- (الهمزة: أ): للنداء (القريب).

## أنواع المنادى والإعراب
المُنادى هو الاسم الذي يلي أداة النداء، وله عدة حالات وأحكام.
| التراكيب                   | أداة النداء | المنادى  | حالته           | حكمه الإعرابي                                                |
| -------------------------- | ----------- | -------- | --------------- | ------------------------------------------------------------ |
| - يا عبد الله احكم بالعدل  | يا          | عبد الله | مضاف            | مفعول به منصوب بفعل محذوف وجوبا مع فاعله تقديره أدعو / أنادي |
| يا مجهدًا نفسه ، تحر النجاح | يا          | مجهدا    | شبيه بالمضاف    | مفعول به منصوب بفعل محذوف وجوبا مع فاعله تقديره أدعو / أنادي |
| يا تلميذاً ، كن متصفا بالجد | يا          | تلميذا   | نكرة غير مقصودة | مفعول به منصوب بفعل محذوف وجوبا مع فاعله تقديره أدعو / أنادي |
| يا خالد ، كن معوانا لأخيك  | يا          | خالد     | علم مفرد        | مبني على الضم في محل نصب المفعول به لفعل محذوف               |
| يا رجل احترس               | يا          | رجل      | نكرة مقصودة     | مبني على الضم في محل نصب المفعول به لفعل محذوف               |
| يا أيها المتهور كن حذرا    | يا          | أيُّ       | معرف ب ال       | مبني على الضم في محل نصب المفعول به لفعل محذوف               |
|                            |             |          |                 |                                                              |